# Georg Matthes

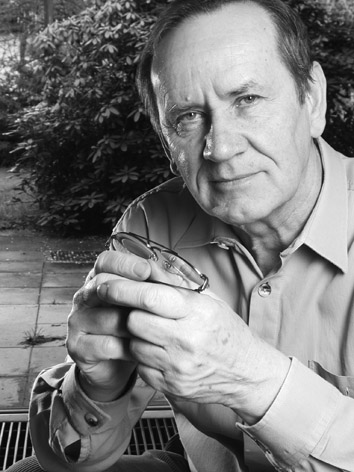
Georg Matthes

Georg Matthes (* 20. August 1942 in Düsseldorf) ist ein deutscher Manga-Zeichner, Fernsehproduzent und Fotograf.

## Leben
Im Jahr 1970 heiratete er Kazue Kakinuma aus Japan, wohin er im Jahr 1972 nach Tokio übersiedelte.
Hier wurde er Schüler von Ishinomori Shotaro, einem japanischen Comic-Meister. Er war der erste Ausländer, der nach Japan kam, um das Mangazeichnen zu erlernen. Bereits nach 6 Monaten erfolgte der erste Auftrag für eine bis dahin unbekannte Form von Comics in Japan. Seitdem hat Matthes über Jahrzehnte in der größten japanischen Tageszeitung Yomiuri Shimbun seine Mangas veröffentlicht.
Es folgten erste Rollen im japanischen Fernsehen, Dramen und Spielfilmen. Er war häufiger Gast in japanischen Fernsehshows und war oft als Talkpartner zu sehen. Sechs Jahre trat er regelmäßig im Fuji TV Channel 8 auf.
Bekannt wurde er in Deutschland mit seinen einfühlsamen Theater- und Choreografiefotos. Seit einigen Jahren widmet er sich auch der abstrakten Fotografie.
Im Jahr 1982 organisierte er das 1. Deutsche Filmfestival in Japan mit Unterstützung des deutschen Wirtschaftsministeriums, unter Schirmherrschaft der Deutschen Botschaft in Tokio, in den Städten Tokio und Osaka. Hier waren die Regisseure Helma Sanders-Brahms, Wim Wenders, Werner Herzog beteiligt. Der Erfolg des Filmfestivals brachte ihm die Ernennung zum „Repräsentanten der Deutschen Filmwirtschaft“ in Fernost. Es folgten Koordinationen für Co-Produktionen und eigene Beteiligungen an Filmen und Produktionen in Japan.
Heute lebt Matthes abwechselnd in Deutschland und Japan und unterrichtet Mangazeichnen auch in Deutschland.

## Ausstellungen (Auswahl)
- 2005 Ausstellung im „tanzhaus nrw Düsseldorf“; Ausstellung im Ludwig Museum Aachen, Ludwig Forum; Staatliches Russisches Museum St. Petersburg
- 2006 Kunsthaus Oberkassel, Düsseldorf
- 2007 Fotoausstellungen: Staatliches Museum Budva
- Präsentation auf der ART Cologne
- Galerie Heidefeld, Krefeld
- Kunstverein Gütersloh
- VAN HAM Auktionshaus, Köln
- Kunsthaus Oberkassel, Düsseldorf
- 2009 Galerie Artobes, Düsseldorf
- 2010 Galerie Hoffmann, Rheda-Wiedenbrück[1]
- ART EXPO 2010 “Kan Hikari” Kyoto, Japan, vom 28. Oktober bis 7. November 2010 Kiomizudera Tempel „Weltkulturerbe“
- ART EXPO 2011 “Kan Hikari” Kyoto, Japan, vom 15. bis 26. Oktober 2011 Kiomizudera Tempel „Weltkulturerbe“
- 2012 1.–30. September ART PROJECT, Sekisho Museum Hamada, Japan
- 2013 15.–24. März ART EXPO 2013 “Kan Hikari” Shorin In Tempel, Kyoto, Japan
- 2013 12.–21. April ART EXPO 2013 “Kan Hikari” Kencho Ji Tempel, Kamakura, Japan

## Produktionen
- Ca. 400 Bühnen – Tanzvideos aus Japan, Deutschland
- Art Videos – Tanz, Performances, Erotische Tanzperformances

## Bücher
- Ein Deutscher heiratet Japan
- Wan Wan Cooking – Hunde Gourmet Kochbuch (Was koche ich für meinen Hund)
- Museumsbuch Tivat artVideo-videoStills-mangaCartoons
- Buchillustrationen für verschiedene Autoren
- Museumskatalog: Staatliches Russisches Museum St. Petersburg (artVideo, videoStills), ISBN 3-938051-34-5.

## Zitat
„Nachts fotografiert Georg Matthes das leuchtende Tokio aus dem fahrenden Auto. Er schwenkt die Kamera, gebraucht sie wie einen Pinsel, fängt per Langzeitbelichtung die grellen Signale der Metropole ein. (…) Seine spektakulären Aufnahmen erinnern noch an die Choreografie der Theaterfotos. Weil sie sich aber weit vom Objekt entfernt haben, können sie ein eigenständiges Dasein entwickeln.“